# Мощаницький лісовий заказник
Мощаницький — лісовий заказник місцевого значення. Об'єкт розташований на території Ківерцівського району Волинської області, ДП «Цуманське ЛГ», Мощаницьке лісництво (кв. 37, вид. 29, 35, 36, 38; кв. 38, вид. 1, 2, 5, 6, 8, 13, 16, 17–20, 25, 29).
Площа — 57,6 га, статус отриманий у 1993 році.
Статус надано з метою охорони та збереження у природному стані високобонітетних дубово-соснових лісових насаджень з домішкою граба Carpinus betulus віком близько 150 років. У підліску яких зростають ліщина (Corylus avellana) і крушина ламка (Frangula alnus). У трав'яному покриві ростуть конвалія травнева (Convalaria majalis), череда трироздільна (Bidens tripartita), чистотіл звичайний (Chelidonium majus), грицики звичайні (Capsella bursa-pastoris).
У заказнику охороняються види, занесені до Червоної книги України: любка дволиста (Platanthera bifolia), цибуля ведмежа (Allium ursinum), зозулині черевички справжні (Cypripedium calceolus).